# Algidia viridata
Algidia viridata är en spindeldjursart. Algidia viridata ingår i släktet Algidia och familjen Triaenonychidae.

## Underarter
Arten delas in i följande underarter:
- A. v. bicolor
- A. v. viridata